# هانس فون هان
هانس فون هان (بالألمانية: Hans von Hahn)‏ هو طيار بطل ألماني، ولد في 7 أغسطس 1914 في فرانكفورت في ألمانيا، وتوفي بنفس المكان في 5 نوفمبر 1957.